# Uvariopsis korupensis
Espèce
Classification APG III (2009)
Statut de conservation UICN

 EN B1ab(iii)+2ab(iii) : En danger
Uvariopsis korupensis Gereau & Kenfack est une espèce de plantes à fleurs de la famille des Annonaceae et du genre Uvariopsis. C'est un arbuste endémique du Cameroun. 

## Description
Cet arbuste atteint de 6 à 15 m de hauteur et son tronc peut atteindre 14 cm de diamètre. Ses feuilles, pétiolées, sont robustes ; leur longueur varie ente 5 et 7 mm et leur épaisseur entre 4 et 6 mm. L’inflorescence est fasciculée et les fleurs sont portées principalement sur des bourrelets à la base du tronc à ras du sol, mais peuvent s’échelonner jusqu’à 3,8 m de la base. Elles sont généralement de couleurs orange et crème. 

## Habitat
L'espèce est répandue au Cameroun et se développe dans les forêts à feuilles persistantes de la plaine entre 50 et 1 000 m d'altitude.

## Dangers
Uvariopsis korupensis n'est menacé par la déforestation pour l'agriculture qu'au mont Cameroun et à Bakossi. Elle occupe 36 km2 et elle est en déclin continu en raison de ces menaces.